# 阿菲亞·查爾斯
阿菲亞·查爾斯（1992年7月22日—）生于美国马里兰州乔治王子郡，是一名安提瓜和巴布達田徑運動員，曾代表國家參加2012年倫敦奧運的田徑女子400米比賽，並未獲得獎牌。

## 外部連結
- 阿菲亞·查爾斯在的頁面